# 363.
◄ | 3. stoljeće | 4. stoljeće | 5. stoljeće | ►
◄ | 330-ih | 340-ih | 350-ih | 360-ih | 370-ih | 380-ih | 390-ih | ►
◄◄ | ◄ | 360. | 361. | 362. | 363. | 364. | 365. | 366. | ► | ►►
Astronomija • Književnost • Kršćanstvo

## Smrti
- 26. travnja – Julijan, rimski car (* 331.)

## Vanjske poveznice
|  | Zajednički poslužitelj ima još gradiva o temi 363. |